# エヴァ・コパチ
エヴァ・ボジェナ・コパチ（ポーランド語: Ewa Bożena Kopacz, 1956年12月3日 - ）は、ポーランドの政治家。2014年から2015年まで同国の首相を務めた。エバ・コパチとも表記される。同国では女性初となる下院議長を歴任、その他、2007年から2011年まで保健大臣を務めた。2001年より市民プラットフォームに所属し、2014年9月にドナルド・トゥスクの後を継いで首相に就任。同国の女性首相はハンナ・スホツカに次いで2人目である。

## 生い立ち
ラドム近郊のスカルィシェフにて出生。出生名はエヴァ・リス（Ewa Lis）。父親は機械工で、母親は仕立て屋であった。彼女はラドムで育ち、高校もそこで卒業した。1981年、ルブリン医科大学卒業。小児科と家庭医学の学位を取得。その後彼女はオロンスコ村、フレヴィスカ村のクリニックで働き、シドゥオビエツ町では地元の医療施設の院長を2001年まで務めた。

## 政治家として
1980年代、コパチは統一農民党の党員であった。
1990年代、彼女は自由連合に参加。ラドムの党支部長を務め、1998年、マゾフシェ県の県会議員に当選。
2001年、彼女は自由連合を離れ、新しく出来た市民プラットフォームに入党。同年ポーランド下院議員に当選。2005年に再選後、下院保健委員長と党のマゾフシェ県支部長に就任。

### 保健大臣として
コパチは2007年にドナルド・トゥスク内閣の保健大臣に就任。2008年には14歳の少女の中絶に関わったのが教会法に抵触するとして、市民団体から破門を呼びかけられた。
2009年新型インフルエンザの世界的流行では、複数の製薬会社がポーランド政府にWHOが勧めるワクチンの購入の契約を行おうとするが、EU各国がこのワクチンの購入契約を交わす中、彼女は20年以上の診療経験がある医師としての経験を元に、大流行の危険性が低い事や、接種の安全性についての情報が不十分である事、製薬会社との秘密契約に、法律に反する条項が20以上もあった事などを理由に購入拒否を貫き、結果ポーランド政府は問題のワクチンの購入を見送った。

### ポーランド下院議長
コパチは2001年にポーランド下院議員に当選し、2005年、2007年、2011年に再選。2011年11月にはポーランドの下院議長（Marshal of the Sejm）に選出された。

### ポーランド首相

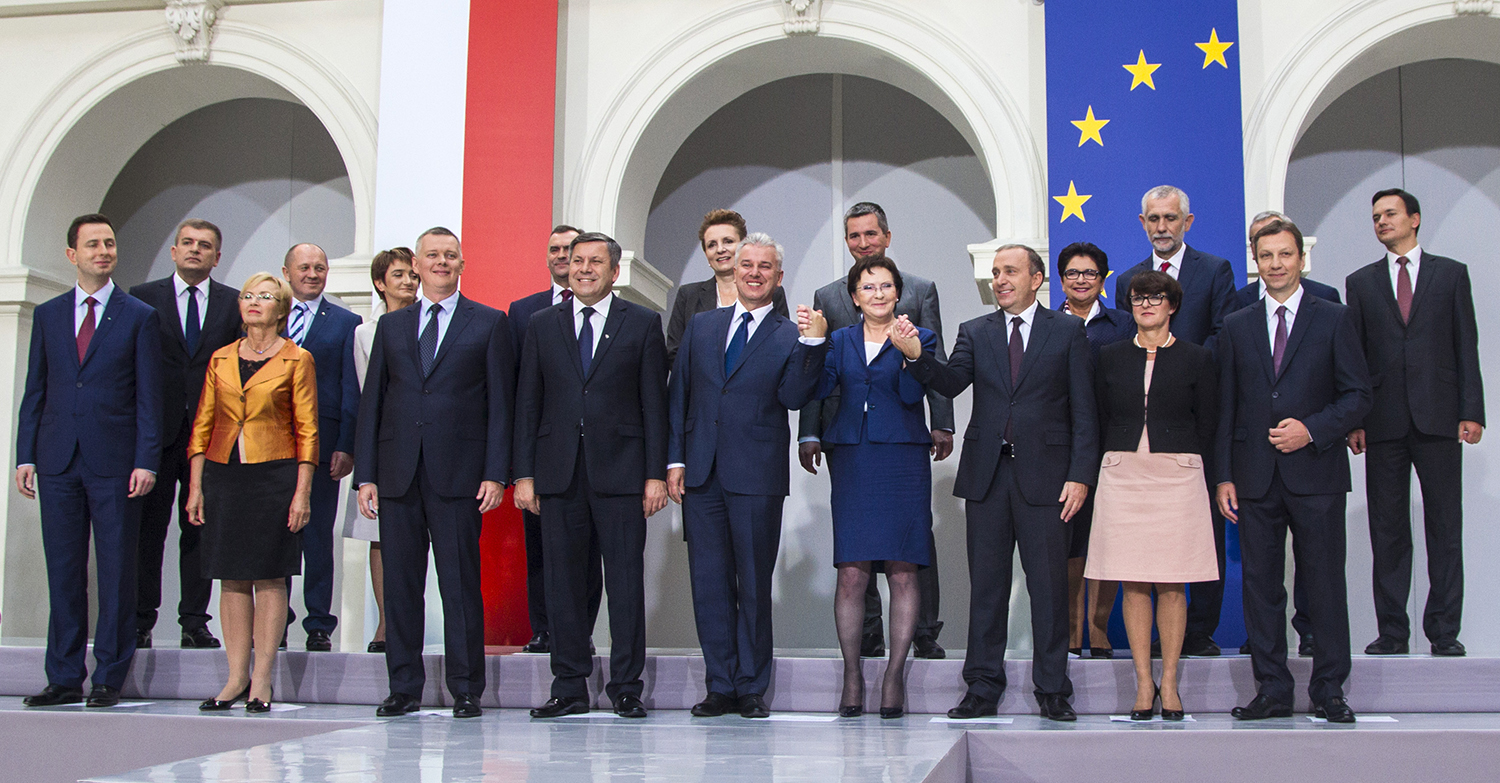
エヴァ・コパチ内閣

2014年9月22日、トゥスク首相が欧州連合（EU）の大統領に転出する事を理由に辞任した事に伴い、後任の首相に就任。同時に、市民プラットフォームの党首職も受け継いだ。
2015年5月25日のポーランド大統領選挙では最大野党、法と正義 (PiS)のアンジェイ・ドゥダに当選を許した。同年10月25日に実施された、ポーランド議会総選挙ではPiSが単独過半数を獲得し圧勝したため、コパチは首相辞任に追い込まれた。
2016年1月26日、新党首にグジェゴシュ・スヘティナが選出されたのに伴い、市民プラットフォームの党首を退任。